# Peixe Gordo

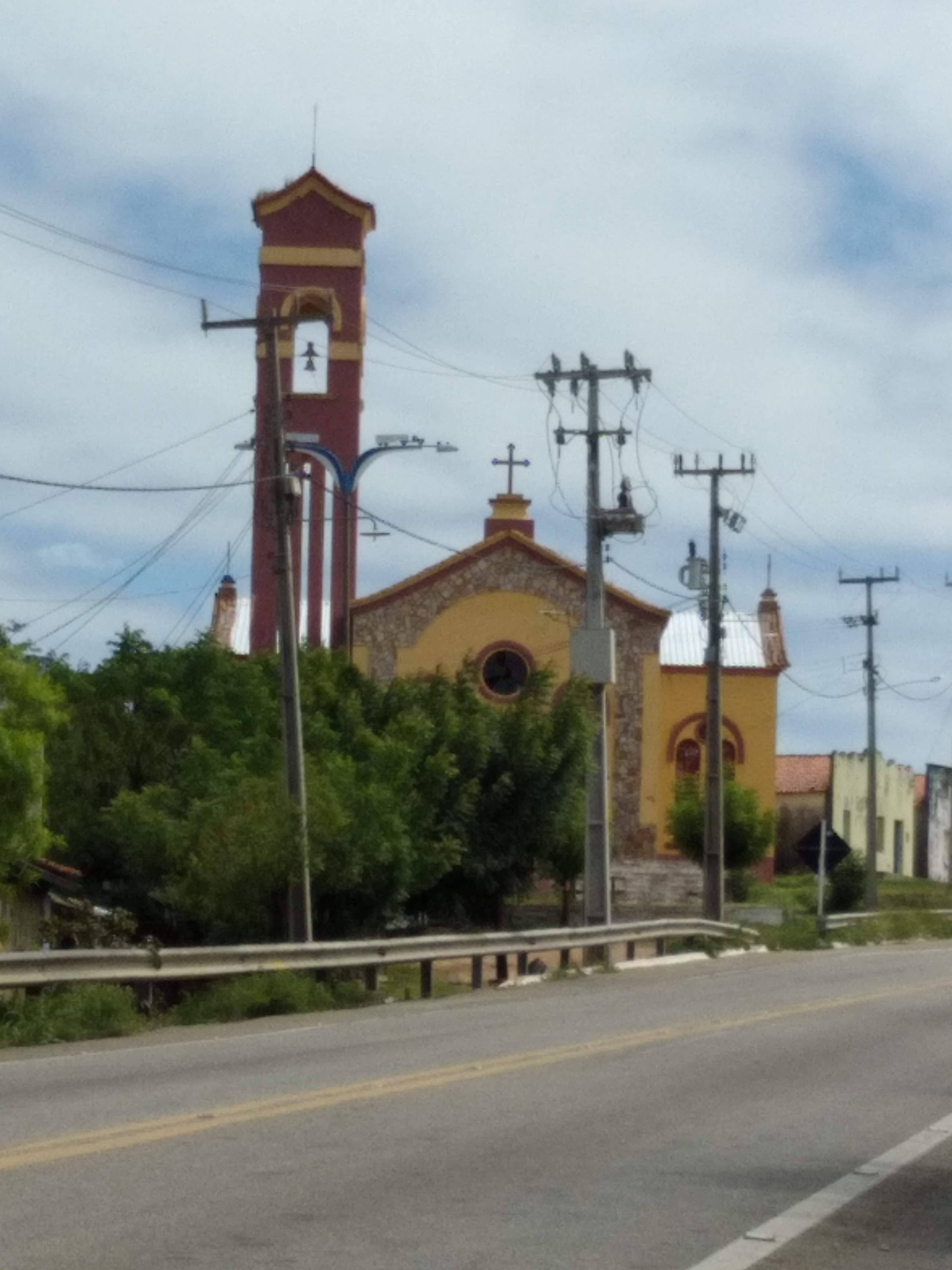
Igreja de São Francisco de Assis, à margem da BR-116, em Peixe Gordo.

Peixe Gordo é um distrito da cidade de Tabuleiro do Norte na região do baixo Jaguaribe, no interior do Ceará, localizado a 206 quilômetros da capital, Fortaleza. Tem como principais atividades econômicas a agricultura e a pecuária. Tem como pontos de referência a Igreja de São Francisco de Assis e a ponte Arrojada Lisboa (mais conhecida como ponte Rio Jaguaribe). Seu nome originou-se devido a enchentes num passado não muito distante no qual os pescadores em suas pescarias pegavam peixes grandes e gordos, dai nasceu o nome Peixe Gordo.